# Maria Teresa d'Àustria-Toscana (reina de Sardenya)
Maria Teresa d'Àustria, reina de Sardenya (Viena 1801 - Torí 1855). Arxiduquessa d'Àustria i princesa d'Hongria, Bohèmia i Toscana amb el tractament doble d'altesa reial i imperial inherent als membre de la Casa dels Habsburg.
Nascuda a Viena el dia 21 de març de l'any 1801 essent filla del gran duc Ferran III de Toscana i de la princesa Lluïsa de Borbó-Dues Sicílies. Maria Teresa era neta per via paterna de l'emperador Leopold II, emperador romanogermànic i de la infanta Maria Lluïsa d'Espanya i per via materna del rei Ferran I de les Dues Sicílies i de l'arxiduquessa Maria Carolina d'Àustria.
El dia 30 de setembre de l'any 1817 contragué matrimoni a Florència amb el príncep Carles Albert de Savoia-Carignano que esdevindria l'any 1831 rei Carles Albert I de Sardenya. Carles Albert pertanyia a la branca dels Savoia-Carignano de la Família reial de Sardenya i heretà el tron sard l'any 1831 a causa de l'extinció de la branca primogènita de la Casa Reial.
Carles Albert era fill del príncep Carles Manuel de Savoia-Carignano i de la princesa Maria Cristina de Saxònia. La parella s'instal·là a Torí i tingué tres fills:
- SM el rei Víctor Manuel II d'Itàlia, nascut a Torí el 1820 i mort a Roma el 1878. En primeres núpcies es casà amb l'arxiduquessa Adelaida d'Àustria i en segones núpcies amb Rosa Teresa Vercellana, creada comtessa di Mirafiori e Fontanafredda.
- SAR el príncep Ferran de Savoia-Gènova, duc de Gènova, nat a Florència el 1822 i mort a Torí el 1855. Es casà amb la princesa Elisabet de Saxònia.
- SAR la princesa Maria Cristina de Savoia, nada el 1826 a Torí i morta el 1827 a la capital piemontesa.

Després del fracàs de la Revolució de l'any 1848, el rei Carles Albert I de Sardenya abdicà en favor del seu fill primogènit i emprèn el camí de l'exili. El rei moriria el 1849 a la ciutat portuguesa de Porto. Després de romandre viuda, Maria Teresa s'instal·là a la Toscana.
Malgrat que mai s'ha obert oficialment un procés de canonització de l'arxiduquessa, per molts catòlics del nord d'Itàlia, Maria Teresa fou considerada una santa.